# Filip Mișea
Filip Mișea, menționat uneori Filip Mișa, (în turcă Filip Mişa sau Filip Mise Efendi; n. 1873, Argos Orestiko⁠(d), Monastir Eyalet⁠(d), Imperiul Otoman – d. 16 mai 1944) a fost un medic, activist social și om politic aromân. Mișea a fost ales deputat otoman la începutul secolului al XX-lea, fiind astfel, alături de Nicolae Batzaria, unul din singurii doi aromâni care au devenit vreodată membri ai Parlamentului Otoman. S-a mutat mai târziu în România și s-a dedicat acolo practicării medicinei.

## Biografie

### Studii
S-a născut în anul 1873 la Chroupista (în aromână Hrupishte, în bulgară Хрупища, transliterat: Hrupișcea), un oraș cu o populație mixtă bulgaro-aromână care făcea parte atunci din Imperiul Otoman, iar astăzi face parte din Grecia și este cunoscut sub numele de Argos Orestiko. Tatăl său era profesor, iar mama lui era casnică. După absolvirea Liceului Românesc din Bitola în anul 1894, Mișea a emigrat în România și a absolvit cursurile Universității de Medicină și Farmacie „Carol Davila” din București în 1899. În perioada studiilor, a fost nevoit să lucreze ca funcționar la o percepție pentru a câștiga un salariu cu care să se poată întreține.
Filip Mișea a scris mai multe articole despre istoria satului Gramos (Gramosta) și despre legendele locale, pe care le-a trimis apoi pentru a fi publicate, sub pseudonimul „Ciuma alu Penți”, în publicațiile aromâne ale vremii. Cele mai importante scrieri sunt articolul „Laclu din Gramusti”, care prezintă legenda cu privire la depopularea și ruinarea Gramostei, publicat în Gazeta Macedoniei în 1897 și preluat de Pericle Papahagi în volumul Basme (1905), și un alt articol despre istoria satului său natal, publicat în anul 1907 în revista Lumina („Lumina”). În ianuarie–martie 1903 a făcut parte, alături de Nicolae Batzaria, Floria Capsali, Sterie Ciumetti, Nuși Tulliu, Nicolae Papahagi, Petru Vulcan ș.a., din comitetul editorial al revistei aromâne Frățilia, care apărea la Salonic și la București.
După absolvirea studiilor și efectuarea mai multor stagii de practică ca intern și extern, a fost îndemnat de profesorul său, Thoma Ionescu, un prestigios medic chirurg român, să se întoarcă în Imperiul Otoman pentru a-și îndeplini „misiunea” față de frații săi aromâni, așa că a plecat în Macedonia, împreună cu soția sa Virginia (Victoria) Mustață-Deciu, originară din Ploiești.

### Implicarea în politica otomană
Acolo, Mișea s-a alăturat mișcării politice reformiste a Junilor Turciși a devenit deputat al sangeacului Görice (în albaneză Korçë; în aromână Curceauã, Curceao sau Curciau) din vilayetul Manastir în legislaturile din 1908 și 1912. A fost singurul aromân care a devenit membru al Parlamentul Otoman, în afară de Nicolae Batzaria, care a devenit senator otoman. Singurele grupuri etnice otomane nemusulmane din care Comitetul Unității și Progresului (CUP) a recrutat vreodată membri au fost aromânii și evreii.
Strategia parlamentarilor aromâni Batzaria și Mișea a fost găsirea unei cauze comune cu autoritățile otomane, care urmăreau o revitalizare a status-quoului (Pax Ottomana), pentru a avea un aliat împotriva organizațiilor naționaliste ale altor comunități din Imperiul Otoman care amenințau existența comunității aromâne. Pe de altă parte, CUP a beneficiat de pe urma cooptării unor aliați creștini care puteau servi drept exemple pentru alte minorități creștine ale imperiului, precum bulgarii sau grecii. O alianță aromâno-otomană s-a format în urma negocierilor dintre CUP și Societatea de Cultură Macedo-Română, iar Mișea însuși s-a implicat în negocierile politice în calitate de director de propagandă al organizației aromâne.

### Întoarcerea în România
În decembrie 1913 Mișea s-a întors în România în urma stăruinței soției sale și a politicianului român Take Ionescu, fratele fostului său profesor, dar și pentru că a considerat că și-a îndeplinit misiunea politică în favoarea cauzei aromâne și pentru că a dorit să-i crească pe primii săi trei copii ca cetățeni români. Mișea a decis să renunțe la activitatea politică, nefiind mulțumit de metodele folosite de partidele românești, și, după ce a lucrat în mai multe circumscripții medicale rurale (printre care și cea din satul Dăncinești, județul Dorohoi), s-a stabilit în orașul Buzău.
În timpul Primului Război Mondial, Mișea a lucrat ca medic la Spitalul din Bacău, fiind ulterior transferat disciplinar, în urma unui conflict cu medicii din misiunile sanitare franceze și engleze, la Spitalul militar din Negrești, unde a tratat numeroși militari răniți. În această perioadă s-a îmbolnăvit de tifos epidemic, dar s-a vindecat rapid. În anii 1920 și 1921 Mișea a devenit conducătorul noului Spital de Boli Infecto-Contagioase din Buzău, unde a lucrat până la pensionare sa în anul 1938. În plus, lingvista aromână Matilda Caragiu Marioțeanu afirmă în scrierea memorialistică Toma Caragiu. Ipostaze (Editura Expert, București, 2003) că Mișea l-a ajutat pe fratele ei, Toma Caragiu, care a devenit ulterior un celebru actor român, să se vindece de enterocolită la vârsta de un an și opt–nouă luni, când familia Caragiu locuia încă în Chroupista. Ea menționează tot acolo că doctorului Mișea i se spunea „Fil’io” de către familia Caragiu și că era nașul mamei ei.
Soția lui Mișea, Virginia, a murit în anul 1929, în urma unei boli de ficat, iar el a rămas văduv și nu s-a recăsătorit. Soții Mișea au avut în total șase copii, dintre care unii au practicat ulterior medicina. Filip Mișea a murit la 16 mai 1944.